# Walter Clopton Wingfield

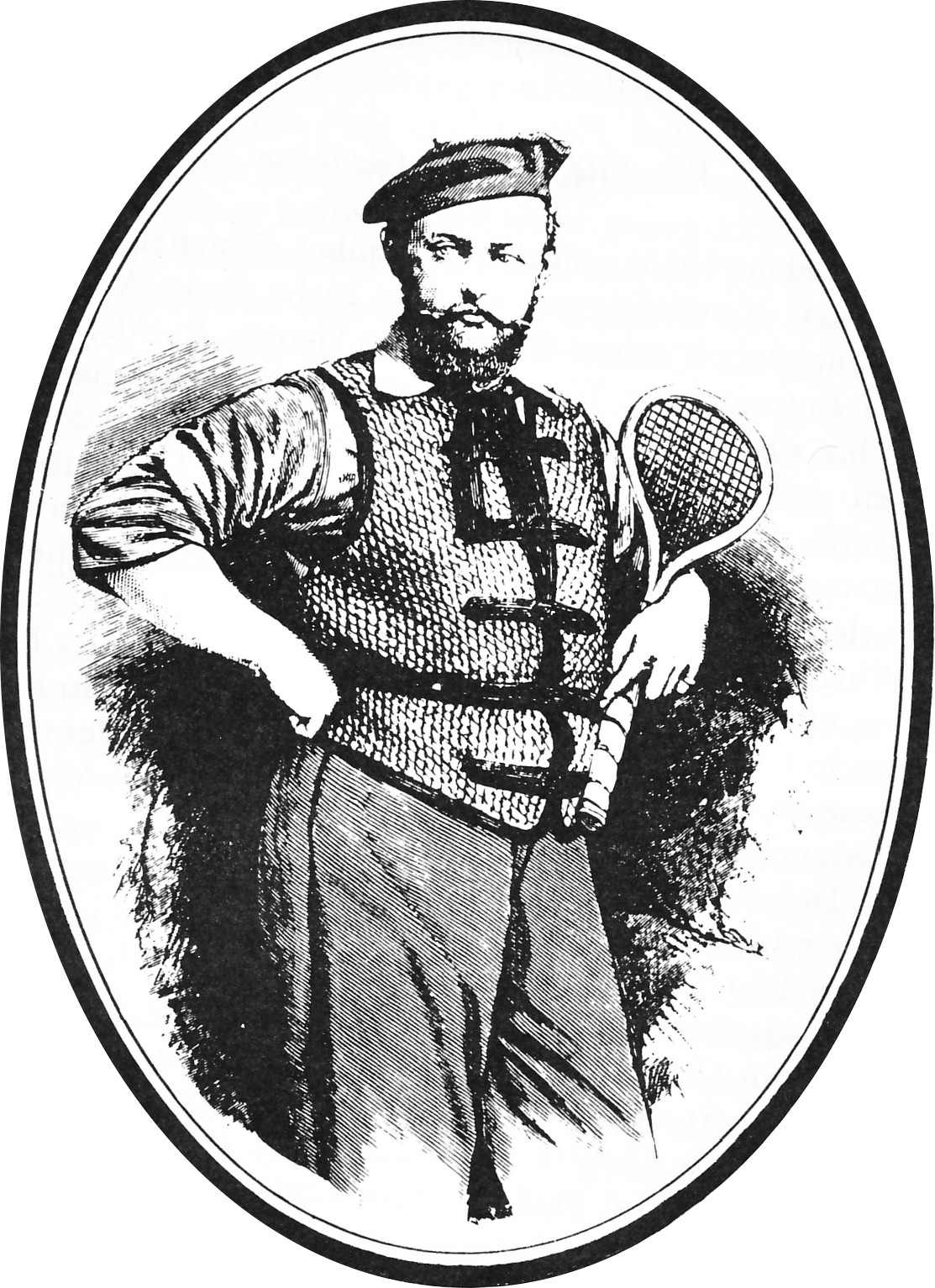
Walter Clopton Wingfield

Walter Clopton Wingfield, född oktober 1833 i Ruabon, Wales, död 18 april 1912, var en brittisk major och uppfinnaren av det moderna lawn-tennisspelet. Som militär tjänstgjorde Wingfield på 1860-talet bland annat i Kina som chef i för en kavalleriavdelning. Senare i England tjänstgjorde han som major i Montgomeryshire Yeomanry Cavalry.
Walter Clopton Wingfield var, vid sidan av sin militära karriär, intresserad av olika bollsporter som badminton, bollhussporten real tennis (då kallades denna sport för bara "tennis") och racquets, vilka han också gärna utövade. Vid tiden för sin uppfinning lawn-tennis var han 40 år gammal och hade tröttnat på att i sociala sammanhang i hemlandet utöva det stillsamma spelet krocket. Han ville ha ett livligare och intressantare utomhusspel och uppfann en variant av tennisspelet med real tennis som förebild. Wingfields spelvariant kom att bli den omedelbara föregångaren till nutidens tennisspel. 
Wingfield upptogs 1997 i International Tennis Hall of Fame.

## Uppfinningen lawn-tennis
Det gamla krocketspelet, som vid tiden åtnjöt relativt stor popularitet, utövades också i Wingfields sociala kretsar, men ansågs av flera vara mindre intressant, knappast mer än en "sport-imitation". År 1873 läste Wingfield en artikel i tidskriften The Field, som uppmärksammade honom på att det också gick utmärkt att spela tennis på välskötta plana gräsmattor avsedda för krocket. I artikeln omtalades att en variant av racketsport (egentligen av pelota) sedan mer än tio år spelades utomhus på gräs på flera ställen i England. Reglerna var utvecklade av majoren Thomas Henry Gem. År 1872 hade Gem tillsammans med vännen J.B. Perera grundat the Leamington Lawn (engelska för gräsmatta) Tennis Club, avsedd för hans spelvariant. Wingfield bestämde sig för att utveckla sin egen variant av lawn-tennisspelet, främst för att själv tillsammans med sina vänner få utöva ett intressantare och livligare utomhusspel än krocket. Han avsåg också att samtidigt tjäna pengar på sin uppfinning. 

### Wingfields ursprungliga variant av lawn-tennis
Tidigt på vårvintern 1874 erhöll Wingfield ett provisoriskt patent, senare patent, på sitt nya spel som han kallade Sphairistikè (grekiska för "bollspel"), inkluderande copyright på ett regelhäfte. Han presenterade sitt nya spel i The Field i mars samma år och erbjöd till försäljning trälådor innehållande två nätstolpar avsedda att köras ner i marken, nät och en rulle rep och tältpinnar samt en hammare. Allt detta skulle riggas upp på en gräsplan enligt medföljande anvisningar. Spelplanen var smalare på mitten där det 1,42 m höga nätet skulle spännas tvärs över, och bredare vid baslinjerna. Banan blev därmed "timglasformad". Fyra racketar och bollar, tillverkade av firman French and Company erbjöds separat för 5 pund. 
I Wingfields ursprungliga regelhäfte angavs att serven enbart fick slås från en rektangulär mindre yta belägen mitt på den ena planhalvan. Bollen skulle studsa i den ena av motståndarens serverutor. Dessa var i Wingfields version belägna i området närmast baslinjen, enligt modell från förebilden real tennis. Räkningssystemet var hämtat från sporten racquets. Spelet utsattes för kritik och Wingfield anklagades för plagiat, liknande spel fanns ju redan. Dessutom ansågs reglerna vara krångliga. Wingfield modifierade därför sitt spel, som han från 1875 kallade för enbart "lawn-tennis". Nätet sänktes något, planen gjordes mindre timglasformad och serven skulle spelas från baslinjen. Parallella tester mellan Wingfields spel och andra varianter genomfördes. Hans modell visade sig "hålla måttet", även om han tvingades till ytterligare korrigeringar. En avgörande förändring var att placera serverutorna där de är belägna i dagens tennis. Framgångarna fortsatte för Wingfield, vars spel såldes över hela England och även i USA.

### Wingfields patent upphör
Sommaren 1875 förlorade Wingfield kontrollen över utvecklingen av tennisspelet. En artikel publicerades i The Field av representanter för All England Club. I artikeln anklagades Wingfield ånyo för plagiat. Han förlöjligades också för sin idé att på vintern spela tennis utomhus med skridskor. På klubbens gräsplaner hade man tidigare anlagt banor enligt Wingfields patent. Klubben modifierade nu spelplanens form och sänkte nätet ytterligare utan att höra med Wingfield. Oaktat patentet tillsatte klubben också en kommitté som fick till uppgift att se över reglerna. Wingfields patent, som också innebar copyright på reglerna, gick ut 1877. Därefter införde klubben nya omarbetade regler, utan att Wingfields tillfrågades, vilka i princip var desamma som de som gäller i dag för tennis. Poängräkningen hämtades från real tennis. År 1877 inbjöd klubben till en turnering på klubbens egna spelplaner, vilket blev de första Wimbledonmästerskapen.